# Medalla del 30è Aniversari de l'Exèrcit i l'Armada Soviètics
La Medalla del 30è Aniversari de l'Exèrcit i l'Armada Soviètics (rus: Юбилейная медаль «30 лет Советской Армии и Флота») és una condecoració soviètica, instituïda pel Decret de la Presidència del Soviet Suprem de l'URSS del 22 de febrer de 1948, en commemoració al 30è aniversari de l'Exèrcit Roig i la Flota, mitjançant la Gaseta del Soviet Suprem a l'URSS nº.8 de 1948. La posició de la medalla va ser completada pel Decret de la Presidència del Soviet Suprem de l'URSS del 5 de febrer de 1951.
Era atorgada a tot el personal de l'Exèrcit Roig, la Marina, Tropes Frontereres, del Ministeri de l'Interior (MVD), del Ministeri de Seguretat de l'Estat (KGB), així com a tots els estudiants de les institucions educatives militars que estaven en servei el 23 de febrer de 1948.
També se'ls va atorgar als posseïdors de les següents condecoracions:
- Heroi de la Unió Soviètica
- Orde de Lenin
- Orde de Glòria (qualsevol de les 3 classes)
- Medalla al Valor
- Medalla d'Uixakov
- Medalla de Nàkhimov
- Medalla de la Distinció Laboral
- Medalla dels Treballadors Distingits
- Medalla pel Servei de Combat
- Medalla al Servei Distingit en la Vigilància de les Fronteres de l'Estat

És obra del pintor N. I Moskalev.
Penja a l'esquerra del pit i se situa a continuació de la Medalla del 20è Aniversari de l'Exèrcit Roig.
Mitjançant el decret del 5 de febrer de 1951, la medalla i el seu certificat es quedaven en possessió de la família amb el traspàs del receptor (fins llavors havien de retornar-se a l'Estat)
Va ser atorgada unes 3.711.000 vegades.

## Disseny
Consisteix en una medalla de llautó daurada, amb un diàmetre de 32mm. A l'anvers apareix l'efígie de Stalin en primer pla i de Lenin en segon mirant cap a la dreta, amb el nombre 30 en xifres romanes a sota.
Al revers hi ha la inscripció "В ОЗНАМЕНОВАНИЕ ТРИДЦТАОЙ ГОДОВЩИНЬІ СОВЕТСКОЙ АРМИИИФЛОТА 1918-1948" (En la Commemoració de l'Exèrcit i l'Armada Soviètica 1918-1948) i una estrella de 5 puntes.
Penja d'un galó pentagonal de 24mm d'ample de seda grisa. Al centre hi ha una franja vermella de 8mm, amb una franja vermella a les puntes de 2mm.